# Umístěnka

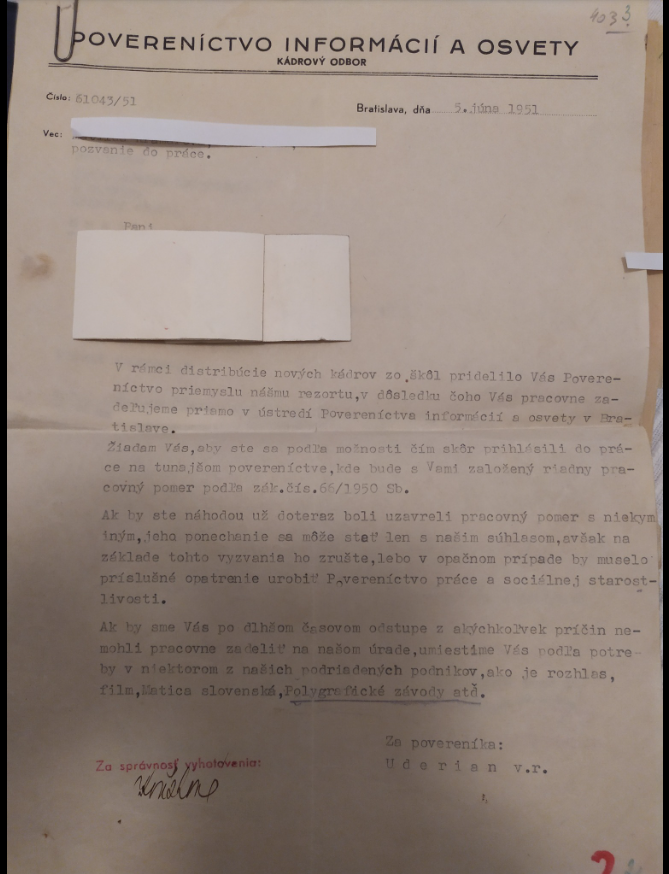
Tato umístěnka byla vydána 5. června 1951.

Umístěnka byl dokument, který obsahoval údaje, vztahující se k umístění absolventa vysoké školy nebo výběrové střední školy od školního roku 1951/1952 a let pozdějších do určitého podniku podle potřeb tehdejšího státního národohospodářského plánu.
Umístění absolventů probíhalo podle vládních nařízení  č. 20/1952 Sb., 24/1959, 16/1963, 38/1967. Systém umístěnek reguloval pracovní trh a zajišťoval dostatek pracovníků v místech, kde jich byl nedostatek – např. v pohraničích regionech. 
Zaměstnavatel byl podle nařízení povinen absolventa zaměstnat, zajistit mu vhodné ubytování a poskytnout náhradu cestovních a stěhovacích výdajů. Absolvent musel v podniku pracovat po dobu tří let. Později bylo státem řízené umísťování rozšířeno i na další osoby, tzv. odborné pracovníky. Bylo možné převádět odborné pracovníky z podniků, úřadů, ústavů a jiných zařízení do jiných podniků, kde jich byl nedostatek. Od roku 1959 se již nehovoří o rozmisťování absolventů, ale o doporučení k přijetí do pracovního poměru.
V systému umístěnek docházelo k různým projevům podplácení a protekce. Umístěnky rovněž urychlovaly sňatky mladých lidí; pouze vdané ženy měly nárok na umístěnku do Prahy. Filmová komedie Štěňata z roku 1957 (scénář: Miloš Forman a Ivo Novák) podobnou situaci popisuje.
Systém umístěnek se od roku 1967 postupně uvolňoval, absolventi vybraných škol se mohli ucházet o přijetí sami, bez zprostředkování školy. Bez umístěnek si už po prázdninách roku 1967 mohlo hledat  práci 46 % absolventů vysokých škol a 55 % středoškoláků.